# G. M. Durrani
G. M. Durrani (Peshawar, 1919 - Bombay, 8 de septiembre de 1988) fue un reconocido cantante de palyback indio, intérprete de películas cantados en hindi en las décadas de los años 1930, 1940 y 50.

## Biografía
G. M. Durrani Sahab fue descubierto por el productor de la película "Sohrab Modi". Él le dio su primera oportunidad en torno entre 1935-1936, en la película "Saaed -e- Hawas", un film histórico bajo la dirección musical, del músico clásico Bundu Khan, un popularmente intérprete conocido como "Taan - Talwar" o "Bundu Khan".
Más adelante, cuando se inició el concepto de la música playback en el canto, fue el primero en prestar su voz para una película titulada "Bahurani". La película fue producida por Sagar Movietone y su director musical fue Rafeeq Gazanavi. Entonces Durrani trabajaba como artista de tiempo completo en la productora "AIR". Cuando los británicos ocupaban la India, pues no se les permitía a los artistas indios en ingresar a un estudio de grabación de forma privada. Pero Rafeeq Saab insistió. Estableció algunas condiciones, como, la grabación debe fijarse en un domingo por la noche para que no los forasteros se les permita entrar en el estudio. En segundo lugar , admitió que su nombre no debe aparecer en los títulos de crédito o en sus discos. Cantó a dúo con Miss Rose, una cantante anglo- india, que no tenía mucha experiencia como cantante profesional. Le pagaban 75 rupias para la canción, estuviera en contra de su salario de 70 rupias al mes en el AIR. Luego lanzaron su trabajo el 31 de diciembre de 1940.

## Temas musicales con Geeta Dutt
- do bhai[47]-aaj preet ka naata toot gaya[s d burman],
- geet govind[47]-chamkat damkat damini[gyan dutt]-with abha,
- geet govind[47]-viyogan deepshikha si jare[gyan dutt]-with rekharani,
- heer ranjha[48]-kafas ki qaid mein humko[aziz khan],
- hip hip hurray[48]-hip hip hurray-2, dubeyji ko pakwan mila[hanuman prasad]
- dil ki basti[49]-yahi hai dil ki basti[Ghulam Mohammed],
- dil ki basti[49]-kadam hai...nazuk dil hai tod na dena[Ghulam Mohammed],
- nazare[49]-mere man mein dol[bulo c rani],
- nazare[49]-milate ho usiko[bulo c rani],
- nazare[49]-duniya ki andheri raat mein[bulo c rani]-with shamshad,
- nazare[49]-bahar aayi chaman[bulo c rani]-with shamshad,
- dilruba[50]-humne khai hai mohabbat mein[gyan dutt],
- jalte deep[50]-nai ek duniya basayenge[sardul kwatra],
- khel[50]-teri nazaron ne mere seene pe fire kar diya[sajjad]
- man ka meet[50]-machalta hua yeh dil[sardul kwatra],
- deedar [51]-Nazar phero na humse[Shakeel Badayuni]-with Shamshad Begum
- ghayal[51]-o rani mainawati[gyan dutt]-with meena kapoor,
- ghayal[51]-daiya re daiya[gyan dutt]-with meena kapoor,
- sansar[51]-lucknow chalo ab rani[m d parthasarti, e s shashtri, b s kalla],
- baghdad[52]-dile beqarar kahe baar baar[bulo c rani],
- baghdad[52]-yeh pyar ki baatein[bulo c rani]-with talat,
- neelampari[52]-jab tak chamke chand[khurshid anvar],
- nirmal[52]-tu jo mere pyar ki khichdi pakayega[bulo c rani],
- patal bhairvi[52]-jaoongi maike jaaongi[ghantsala],
- usha kiran[52]-jago jago jago bhor suhani[hanuman prasad]-with zohra and asha,
- pehli shaadi[53]-tum haan kah do[robin chatterji],
- awara shahzadi[56]-hum tum se raazi[jimmy],
- badshah salamat[56]-dil ke darwaze mein hui khatkhat[bulo c rani],
- sheikh chilli[56]-madhoshi mein tanhai mein[vinod],
- akashpari[58]-ho gaye barbad hum acchha hua[inayat ali],
- akashpari[58]-ho khel nahin dil se voh dil ka lagana[inayat ali],
- jwalamukhi[unreleased]-tum tana tum tana...balam koi karke bahana, chupke se chod na jana.
- non-film patriotic[1950]-vande matram